# Тенеси (река)
Тенеси (на английски: Tennessee River) е река в югоизточната част на САЩ, протичаща през щатите Тенеси, Алабама, Мисисипи и Кентъки, ляв най-дълъг и многоводен приток на Охайо. Дължината ѝ е 1049 km (с лявата съставяща я река Френч Броуд Ривър – 1401 km), а площта на водосборния басейн – 105 870 km².

## Извор, течение, устие
Река Тенеси се образува на 253 m н.в., в град Ноксвил, в югоизточната част на щата Тенеси, от сливането на двете съставящи я реки Френч Броуд Ривър (лява съставяща) и Холстън (дясна съставяща). Двете съставящи я реки водят началото си от хребета Блу Ридж (съставна част на планината Апалачи). В горното си течение река Тенеси тече в югозападна посока в дълбока и тясна долина между хребета Блу Ридж на югоизток и платото Камберланд на северозапад. След изтичането си от язовира „Гънтърсвил“ (на територията на щата Алабама) завива на запад-северозапад, а след изтичането си от язовира „Пикуик“ – на север, като заобикаля от юг и югозапад платото Камберланд. В долното си течение тече по югоизточната периферия на Централните равнини, покрай югозападното подножие на платото Камберланд. Влива се отляво в река Охайо, на 104 m н.в., при град Падука, административен център на окръг Маккракън, в западната част на щата Кентъки.

## Водосборен басейн, притоци
Водосборният басейн на река Тенеси обхваща площ от 105 870 km², което представлява 21,6% от водосборния басейн на река Охайо и се простира на териториите на щатите Тенеси, Алабама, Мисисипи, Кентъки, Северна Каролина и Джорджия. На север и североизток водосборният басейн на Тенеси граничи с водосборните басейни на реките Канауа, Биг Санди Ривър и Камберланд (леви притоци на Охайо, на запад – с водосборния басейн на река Хачи (ляв приток на Мисисипи, на югоизток – с водосборните басейни на река Савана и други по-малки, вливащи се в Атлантическия океан, а на юг – с водосборните басейни на реките Апалачикола и Алабама, вливащи се в мексиканския залив.
Основни притоци: леви – Френч Броуд Ривър (352 km), Литъл Тенеси (217 km), Хауаси (237 km); десни – Холстън (219 km), Клинч Ривър (480 km), Съхуачи (187 km), Флинт Ривър (106 km), Елк Ривър (314 km), Шоал Крийк (104 km), Дъг Ривър (457 km).

## Хидрология
Подхранването на реката е предимно дъждовно, с ясно изразено пълноводие в края на зимата и началото на пролетта и лятно маловодие. Средният годишен отток в устието ѝ е 1998,5 m³/s.

## Стопанско значение, селища
Оттокът на реката е почти напълно урегулиран чрез система от язовири с многоцелево предназначение (производство на електроенергия, водоснабдяване, напояване, промишлен риболов и др.). Общо във водосборния басейн на реката са изградени 31 язовира, като 9 от тях са на самата река Тенеси – „Лоудън“, „Утс Бар“, „Чикамагуа“, „Гънтърсвил“, „Уилър“, „Уилсън“, „Пикуик“, „Кентъки“ (най-голям, площ 1100 km²). Благодарение на изградените обходни канали (в района на праговете при градовете Чатануга и Флорънс) и шлюзове река Тенеси е плавателна за плитко газещи речни съдове по цялото си протежение от сливането на двете съставящи я реки до устието си. Общата мощност на изградените ВЕЦ във водосборният ѝ басейн е около 4 Гвт.
Долината на реката е гъсто заселена, като най-големите селища са градовете: Ноксвил, Чатануга, Савана (в Тенеси); Гънтърсвил, Дикейтър, Флорънс (в Алабама); Падука (в Кентъки).